# دائرة تطاوين الانتخابية
دائرة تطاوين الانتخابية هي واحدة من بين 27 دائرة انتخابية تونسية. تغطي هذه الدائرة كل مساحة ولاية تطاوين. تم إنشاؤها منذ مجلس النواب التونسي السادس في 1981، حيث كانت سابقا تابعة لدائرة مدنين الانتخابية.

## نتائج الانتخابات

### التشريعية 2014
| الحزب                                     | الحزب                    | الأصوات | النسبة | المقاعد |
| ----------------------------------------- | ------------------------ | ------- | ------ | ------- |
|                                           | حركة النهضة              | 770 22  | 65.41% | 3       |
|                                           | نداء تونس                | 672 2   | 7.67%  | 1       |
|                                           | الاتحاد الوطني الحر      | 284 1   | 3.69%  | 0       |
|                                           | المؤتمر من أجل الجمهورية | 270 1   | 3.65%  | 0       |
|                                           | الحزب الجمهوري           | 000 1   | 2.87%  | 0       |
|                                           | أحزاب وقوائم أخرى (26)   | 814 5   | 16.70% | 0       |
|                                           |                          |         |        |         |
| الاجمالي                                  | الاجمالي                 | 810 34  | 100%   |         |
|                                           |                          |         |        |         |
| الأوراق الملغاة                           |                          |         |        |         |
| الأوراق البيضاء                           |                          |         |        |         |
|                                           |                          |         |        |         |
| الناخبون                                  |                          |         |        |         |
| الإمتناع عن التصويت                       |                          |         |        |         |
| المسجلون                                  |                          |         |        |         |
| المصدر: الهيئة العليا المستقلة للانتخابات |                          |         |        |         |

### التأسيسي 2011
| الحزب                                     | الحزب                                    | الأصوات | النسبة | المقاعد |
| ----------------------------------------- | ---------------------------------------- | ------- | ------ | ------- |
|                                           | حركة النهضة                              | 954 24  | 59.38% | 3       |
|                                           | العريضة الشعبية للحرية والعدالة والتنمية | 387 2   | 5.68%  | 1       |
|                                           | أحزاب وقوائم أخرى                        | 684 14  | 34.94% | 0       |
|                                           |                                          |         |        |         |
| الاجمالي                                  | الاجمالي                                 | 025 42  | 100%   |         |
|                                           |                                          |         |        |         |
| الأوراق الملغاة/البيضاء                   | الأوراق الملغاة/البيضاء                  | 717 2   | 6.07%  |         |
|                                           |                                          |         |        |         |
| الناخبون                                  | الناخبون                                 | 742 44  | 38.70  |         |
| الإمتناع عن التصويت                       | الإمتناع عن التصويت                      | 898 70  | 61.30  |         |
| المسجلون                                  | المسجلون                                 | 640 115 | 100%   |         |
| المصدر: الهيئة العليا المستقلة للانتخابات |                                          |         |        |         |

## الممثلين

### نواب الشعب
المجلس الأول
| الصورة | الاسم           | الحزب | الحزب       |
| ------ | --------------- | ----- | ----------- |
|        | البشير الخليفي  |       | حركة النهضة |
|        | جميلة الجويني   |       | حركة النهضة |
|        | الحسين اليحياوي |       | حركة النهضة |
|        | الطيب المدني    |       | نداء تونس   |

### المجلس التأسيسي
| الصورة | الاسم       | الحزب | الحزب                                    |
| ------ | ----------- | ----- | ---------------------------------------- |
|        | محمد الصغير |       | حركة النهضة                              |
|        | جوهرة التيس |       | حركة النهضة                              |
|        | علي فارس    |       | حركة النهضة                              |
|        | سعد بوعيش   |       | العريضة الشعبية للحرية والعدالة والتنمية |

### النواب
المجلس الثاني عشر
| الاسم                | الحزب | الحزب                         |
| -------------------- | ----- | ----------------------------- |
| سعيد العيادي بوعجيلة |       | التجمع الدستوري الديمقراطي    |
| محمد بشير دربال      |       | التجمع الدستوري الديمقراطي    |
| رضا بن حسين          |       | حركة الديمقراطيين الاشتراكيين |

المجلس الحادي عشر
| الاسم        | الحزب | الحزب                         |
| ------------ | ----- | ----------------------------- |
| يوسف القروي  |       | التجمع الدستوري الديمقراطي    |
| بلقاسم جديعة |       | التجمع الدستوري الديمقراطي    |
| رضا بن حسين  |       | حركة الديمقراطيين الاشتراكيين |

المجلس العاشر
| الاسم                         | الحزب | الحزب                      |
| ----------------------------- | ----- | -------------------------- |
| حبيب العوال عوضه بلقاسم جديعة |       | التجمع الدستوري الديمقراطي |
| يوسف القروي                   |       | التجمع الدستوري الديمقراطي |

المجلس التاسع
| الاسم       | الحزب | الحزب                      |
| ----------- | ----- | -------------------------- |
| حبيب العوال |       | التجمع الدستوري الديمقراطي |
| حبيب ربع    |       | التجمع الدستوري الديمقراطي |

المجلس الثامن
| الاسم        | الحزب | الحزب                      |
| ------------ | ----- | -------------------------- |
| قاسم بوسنينة |       | التجمع الدستوري الديمقراطي |
| سعد العزلوك  |       | التجمع الدستوري الديمقراطي |

المجلس السابع
| الاسم              | الحزب | الحزب                                     |
| ------------------ | ----- | ----------------------------------------- |
| عبد الواحد الهاشمي |       | الاتحاد الوطني (الحزب الاشتراكي الدستوري) |
| سعيد قمبرة         |       | الاتحاد الوطني (الحزب الاشتراكي الدستوري) |

المجلس السادس
| الاسم                               | الحزب | الحزب                                     |
| ----------------------------------- | ----- | ----------------------------------------- |
| صالح المهدي عوضه عبد الواحد الهاشمي |       | الجبهة الوطنية (الحزب الاشتراكي الدستوري) |
| بلقاسم المطيعة                      |       | الجبهة الوطنية (الحزب الاشتراكي الدستوري) |